# 第41諸兵科連合軍 (ロシア陸軍)
第41親衛諸兵科連合軍（だい41しんえいしょへいかれんごうぐん、ロシア語: 41-я общевойсковая армия）は、ロシア陸軍の軍。中央軍管区隷下。

## 概要

### 第二次世界大戦
1942年5月16日、第二次世界大戦の影響に伴い、赤軍第41軍としてロシア・ソビエト連邦社会主義共和国トヴェリ州で創設された。
1942年5月から独ソ戦に投入され、戦時中の1943年4月に解隊された。

### ロシア陸軍
1998年12月、ロシア陸軍第41諸兵科連合軍としてノヴォシビルスク州で再編された。
2015年、第74独立親衛自動車化狙撃旅団がシリア内戦に投入された。

### ロシアのウクライナ侵攻

#### 北部・チェルニーヒウ戦線
2022年2月24日、ロシアのウクライナ侵攻でベラルーシに配備され、チェルニーヒウ州方面で攻勢を開始したが、北部チェルニーヒウ州チェルニーヒウの包囲に失敗し、アンドレイ・スホベツキー副司令官、第35独立親衛自動車化狙撃旅団のニコライ・ピロシコフ副旅団長が戦死して撃退された。主に戦争犯罪で悪名を轟かせ第55旅団がヤヒドネ村で子供74人と障害者5人を含む住民360人を地下室に28日間監禁して高齢者10人を死亡させ、第35旅団は戦車大隊のレオニード・シチェトキン副大隊長を含めた団員数十人が捕虜となり、チェルニーヒウ郊外の集合住宅を戦車で砲撃してウクライナ国内で裁判にかけられ、禁錮10年の有罪判決を受けた。

#### 北東部・イジューム戦線
2022年4月、第55独立自動車化狙撃旅団が北東部ハルキウ州イジューム地区に再配置されて攻勢を開始したが、バルビンコベで撃退された。

#### 東部・セベロドネツク戦線
2022年5月、激戦地の東部ルハーンシク州セヴェロドネツィク地区に再配置され、友軍の救援で第35独立親衛自動車化狙撃旅団、第74独立親衛自動車化狙撃旅団が攻勢を開始したが、第74旅団の1個大隊が渡河作戦で全滅してビロホリウカ方面で撃退された。7月に第74旅団が他の部隊と協力してリシチャンシクを占領してロシア軍はルハーンシク州全域を占領した。

#### 東部・バフムート戦線
2022年8月、激戦地の東部ドネツィク州バフムート地区に再配置され、第35独立親衛自動車化狙撃旅団、第55独立自動車化狙撃旅団が攻勢を開始したが、バフムート北のシヴェルシク方面で撃退された。

#### 東部・北ドネツク戦線
2022年8月、第74独立親衛自動車化狙撃旅団が東部ドネツィク州クラマトルシク地区に再配置され、リマン南のスラヴャンスク方面を攻撃したが撃退された。9月にはウクライナ軍の攻勢でスヴャトヒルシク、リマンを解放されて撤退した。

#### 東部・スヴァトヴェ-クレミンナ戦線
2022年10月、東部ルハーンシク州セヴェロドネツィク地区に再配置され、クレミンナ方面を防御した。
2023年7月、東部ルハーンシク州スヴァトヴェ地区に再配置され、クプヤンシク方面に展開した。

#### 南部・ドニエプル川戦線
2023年11月、第35独立親衛自動車化狙撃旅団が南部ヘルソン州ホラ・プリスタン地区に再配置され、適切な装備を用意されずに陽動作戦に使われ、戦死者76人の損害を受けたとロシア内部情報筋が報告した。

#### 東部・アウディーイウカ戦線
2023年11月、激戦地の東部ドネツィク州ポクロウシク地区に再配置され、友軍の救援でアウディーイウカで攻勢を開始し、2024年2月に長期戦の末にアウディーイウカを占領した。第74旅団が全滅、第35旅団が団員4～5割、第55旅団が団員4割程度まで減少する損害を受けたと推定された。5月には他の部隊と協力してアウディーイウカ北のオチェレティネを占領した。感激したセルゲイ・ショイグ国防相が、第35旅団が一般的な自動車化狙撃旅団の兵員4,000人前後の3倍以上である団員14,000人、第74旅団が2倍以上である団員10,000人が侵攻後に国家勲章を受章したと公表し、部隊損耗率の高さを窺わせた。

## 編制
- 第35親衛司令部旅団（ノヴォシビルスク）
- 第35独立親衛自動車化狙撃旅団（アレイスク）
- 第55独立親衛自動車化狙撃旅団（クズル）
- 第74独立親衛自動車化狙撃旅団（ユルガ）
- 第120親衛砲兵旅団
- 第119親衛ミサイル旅団
- 第61親衛対空ミサイル旅団（ロシア語版）
- 第40工兵連隊（ロシア語版）
- 第106独立後方支援旅団（ユルガ）
- 第10独立化学防護連隊（トプチカ）